# Ninguém Te Amou Assim
Ninguém Te Amou Assim é um álbum do Gerson Cardozo, lançado em 2002 pela Line Records. Esse álbum vendeu mais de 100 mil cópias no Brasil, sendo certificado com Disco de Ouro pela ABPD em 2003.

## Faixas
1. Refrigério
2. Pro Teu Caso Tem Jeito
3. Ao Teu Dispor
4. Cálice
5. Me Perdoa
6. Nascer De Ti
7. Ninguém Te Amou Assim
8. Santo Espírito
9. Fala Que Eu Te Escuto
10. Bem Perto
11. Oração Do Aflito
12. Oração Do Aflito (Tema de oração com Bp. Gerson)

## Vendas e certificações
| País          | Certificação | Vendas   |
| ------------- | ------------ | -------- |
| Brasil - ABPD | Ouro         | 100,000+ |